# Cumbal (ort)
Cumbal är en ort i Colombia.   Den ligger i departementet Nariño, i den sydvästra delen av landet, 600 km sydväst om huvudstaden Bogotá. Cumbal ligger 3 127 meter över havet och antalet invånare är 7 529.
Terrängen runt Cumbal är kuperad åt sydväst, men åt nordost är den platt. Runt Cumbal är det ganska tätbefolkat, med 155 invånare per kvadratkilometer. Närmaste större samhälle är Ipiales, 18,0 km sydost om Cumbal. Trakten runt Cumbal består i huvudsak av gräsmarker.